# Klause am Pyhrn
Die Klause am Pyhrn (auch Pflegerturm genannt) liegt in der Gemeinde Spital am Pyhrn im Bezirk Kirchdorf von Oberösterreich (unterhalb der Pyhrnpassstraße B 138, Pyhrn 29). In der Liste des Bundesdenkmalamtes wird sie als „Pflegerturm“ geführt.

## Vorgeschichte
Eine Befestigungsanlage am Pyhrnpass an der Grenze zwischen Oberösterreich und der Steiermark wurde als Turm am Thurnberg erstmals 1275 urkundlich erwähnt. Dieser war in landesfürstlichen Besitz und wurde von Dienstmannen (Pflegern) bewohnt. Im 15. Jahrhundert gelangte er an das Hospital am Pyhrn, aber musste wegen Grenzstreitigkeiten 1465 geschleift werden.  Archäologische Überreste, wie Keramikfragmente, wurden 2005 gefunden. Ersatz für den geschleiften Turm waren die 1467 errichtete Obere Klause am Pyhrn mit zwei Türmen und einer Sperrmauer, wenige Meter nordöstlich der Passhöhe, sowie die Untere Klause am Pyhrn am Fuß des Pyhrnpasses, die bis heute erhalten ist.

## Heutiges Bauwerk
Die Klause am Pyhrn, auch Pflegerturm genannt, ist ein dreigeschoßiges Bauwerk, das unter Denkmalschutz steht. Zusammen mit einem Mauthaus wurde sie als Untere Klause an einer Wegenge am Fuß des Pyhrnpasses errichtet. 1825 kam der Turm wegen der Verlegung der Landesgrenzen zu Oberösterreich. Da seine militärische Bedeutung verloren gegangen war und er ab nun Wohnzwecken diente, wurde er entsprechend umgestaltet. 

### Baubeschreibung
Der rechteckige Bau ist dreigeschoßig und mit einem Walmdach gedeckt. Das Mauerwerk besteht aus Bruchsteinen in waagrechter Lagerung. Einige der alten Fenster sind noch erhalten, diese fallen aus der Flucht der neu herausgebrochenen Fenster deutlich heraus und sind auch an den alten Steinstürzen deutlich erkennbar. Die Holzvorbauten und die Holzverkleidungen sind neueren Datums. Auf der Westseite ragt unterhalb des Mittelfensters im ersten Stock ein Kragstein heraus, der anzeigt, dass sich hier einmal ein Wohnerker befunden hat. Der Abtritt dürfte sich auf der Nordseite befunden haben, darauf deutet ein Ausbruch im Mauerwerk hin, mit dem ein früher vorhandener Kragstein entfernt worden ist.